# 城下まち金沢周遊

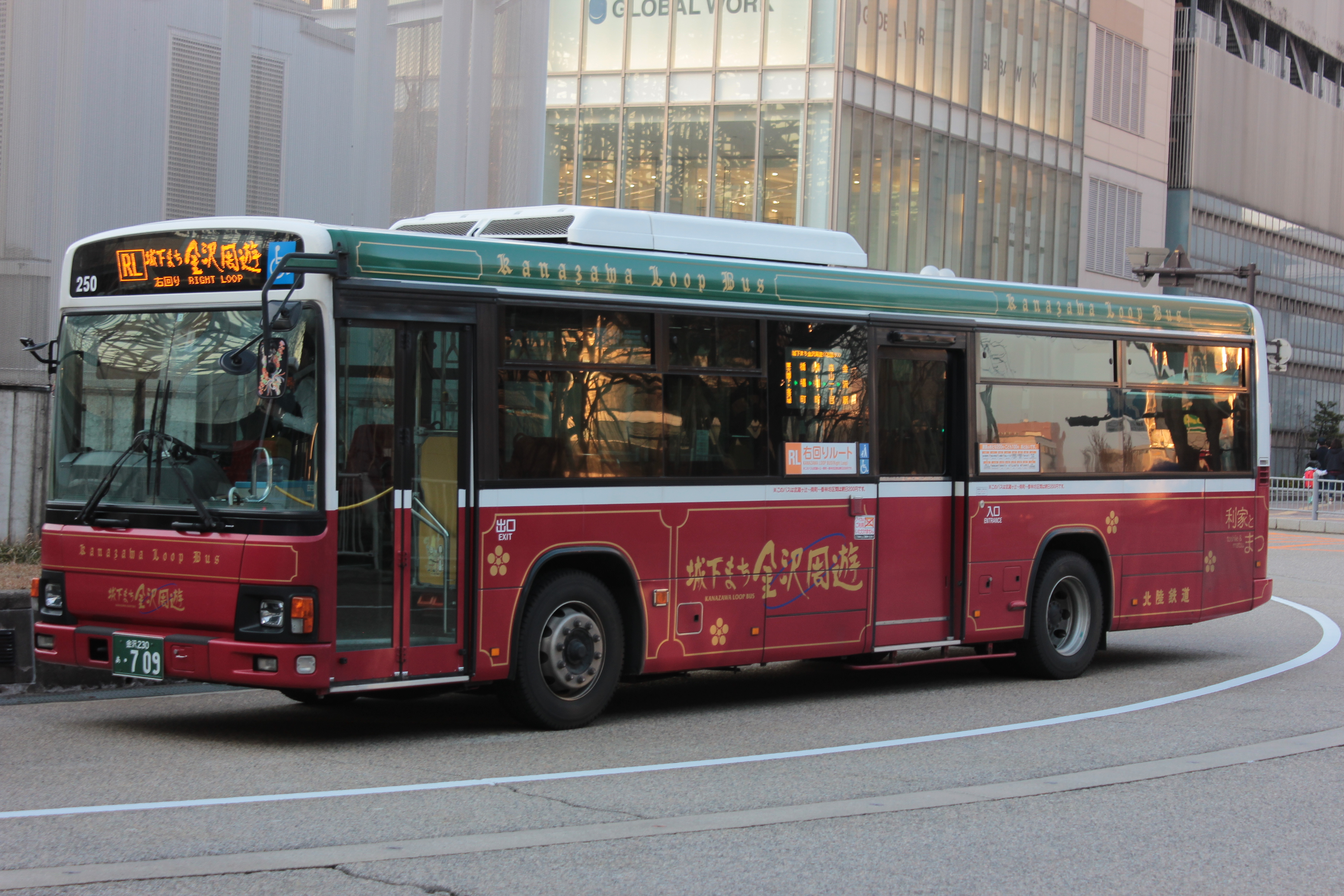
城下まち金沢周遊（右回りルート、日野・ブルーリボン）

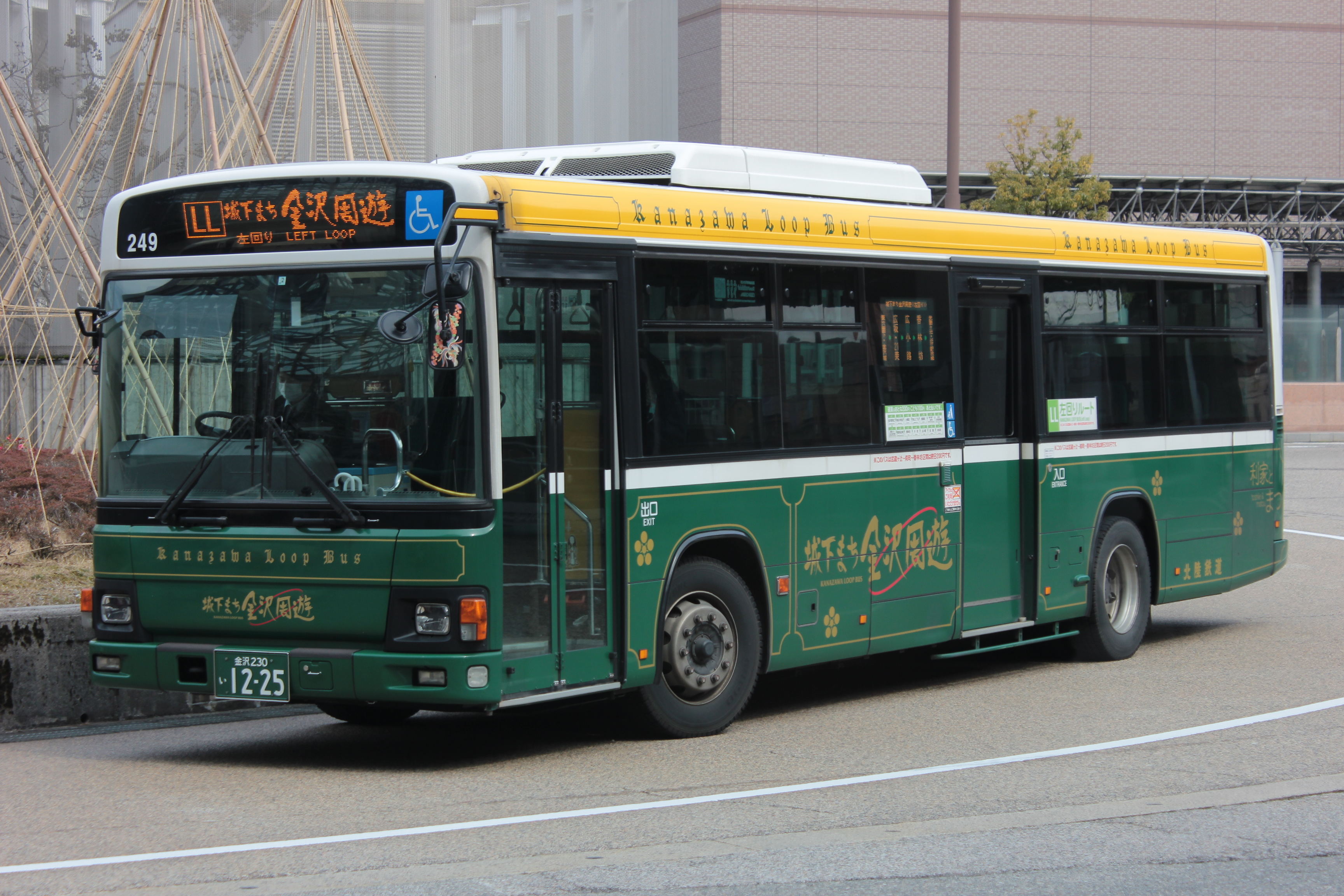
城下まち金沢周遊（左回りルート、日野・ブルーリボン）

城下まち金沢周遊（じょうかまちかなざわしゅうゆう）は、北陸鉄道が石川県金沢市内の観光地を結ぶために観光客向けに運行している路線バスである。北陸鉄道のウェブサイトあるいはマスメディアでの報道では城下まち金沢周遊バスの表記が使用される。

## 概要
1994年（平成6年）、金沢駅東口から武蔵ヶ辻・兼六園下を経由し金沢駅東口へ戻るルートで運行を開始した。運行開始当初の名称は「城下まちかなざわ周遊」、前述のルートで運行していたが、2011年（平成23年）に金沢市が運行実験として逆回りルートを運行した結果を踏まえ、開始当初のルートを「右回りルート」、その逆回りルートを「左回りルート」として2014年（平成26年）から運行している。
当初は大型バスで運行したが、2000年（平成12年）にボンネットバスを導入。その後、2015年（平成27年）の北陸新幹線開業による観光客の増加を見越して、2014年（平成26年）に新設した「左回りルート」で車両を大型化、2016年には右回りルートを含め大型車に統一された。
2025年（令和7年）に定時性の確保を目的として、それまで同じ経路を逆向きに回っていた右回りルートと左回りルートの経路を分離し、また左回りルートは15分間隔から20分間隔に変更された。

## 歴史
- 1994年（平成6年）：「城下まちかなざわ周遊（バス）」として運行開始[5]。ルートは金沢駅前→武蔵ヶ辻→瓢箪町→森山(現:森山一丁目付近)→橋場町→武蔵ヶ辻→南町→香林坊(アトリオ前)→香林坊(中央公園前)→成巽閣前→兼六園下→本多町→桜橋→広小路→片町中央通り→長町→金沢駅前だった。
- 1995年（平成7年）5月8日：一度目のルート変更。金沢駅前→本町→武蔵ヶ辻→尾張町→橋場町→兼六園下→出羽町→本多の森公園前→県庁前(現:広坂)→本多町→桜橋(派出所前)→広小路→片町→香林坊→南町→武蔵ヶ辻→六枚町→金沢駅前となる[要出典]。
- 1997年（平成9年）2月16日：朝夕のみの運行へと大幅減便された旭町線の肩代わりとして、富本町、新竪を通るようになり、観光とは何ら関係のない経路となった。「富本町先回り」と「兼六園下先回り」の2つがあった[要出典]。
- 2000年（平成12年）：名称を現在の「城下まち金沢周遊」に変更[5]。金沢三文豪（鏡花・犀星・秋声）の愛称を付けた小型ボンネットバスを導入[5]。
- 2013年（平成25年）8月3日：土日祝のみ「逆まわりルート」の運行実験を実施。
- 2014年（平成26年）：「[LL]左回りルート」運行開始、同時に左回りルートで大型車を導入[1][6][7]。従来の周遊は「[RL]右回りルート」となる。
- 2015年（平成27年）3月14日：金沢駅の乗り場が3番から7番に変更。右回りの5分後に左回りが出ていたものを、左回りが先発するダイヤに[9]。
- 2016年（平成28年）：運用する全車両を大型車に統一[10]。
- 2023年（令和5年）10月1日：金沢市内の初乗り運賃値上げに伴い、10円値上げ。
- 2025年（令和7年）4月5日：定時性の確保を目的として、右回りルートと左回りルートの経路を分離。右回りルートは明成小学校前バス停を廃止し武蔵ヶ辻・近江町市場（金澤表参道口）バス停に新規停車、広坂・21世紀美術館から香林坊までで本多町、桜橋、広小路、片町の各バス停への停車を取りやめショートカットする経路変更を行なった。左回りルートは橋場町から金沢駅東口までで東山三丁目、小橋町、明成小学校前の各バス停を廃止し、武蔵ヶ辻・近江町市場（近江町ふれあい館駐車場口）バス停を新設、同時に15分間隔から20分間隔に変更された[8]。

## 運行路線

### 右回りルート
始発停留所8時30分発から18時00分発まで約15分間隔で運行 、停車停留所は下記の通りで、1周40分である。
| №     | 停留所                                     | ふりがな                         | 備考                             |
| ----- | ------------------------------------------ | -------------------------------- | -------------------------------- |
| RL0   | 金沢駅東口                                 | かなざわえき                     |                                  |
| RL1   | 武蔵ヶ辻・近江町市場 （金澤表参道口）      | むさしがつじ・おうみちょういちば |                                  |
| RL2   | 小橋町                                     | こばしまち                       | 小橋から2016年4月1日に移設改称。 |
| RL3   | 森山一丁目                                 | もりやま1ちょうめ                |                                  |
| RL4   | 橋場町 （ひがし・主計町茶屋街）            | はしばちょう                     |                                  |
| RL5   | 橋場町 （金城楼前）                        | はしばちょう                     |                                  |
| RL6   | 兼六園下・金沢城 （石川門向い）            | けんろくえんした・かなざわじょう | 2014年12月「兼六園下」より改称。 |
| RL7   | 広坂・21世紀美術館 （しいのき迎賓館向い）  | ひろさか・21せいきびじゅつかん   | 2014年12月「広坂」より改称。     |
| RL8   | 香林坊 （旧日銀前）                        | こうりんぼう                     |                                  |
| RL9   | 南町・尾山神社                             | みなみちょう・おやまじんじゃ     | 2014年12月「南町」より改称。     |
| RL10  | 武蔵ヶ辻・近江町市場 （エムザ 黒門小路前） | むさしがつじ・おうみちょういちば | 2014年12月「武蔵ヶ辻」より改称。 |
| (RL0) | (金沢駅東口)                               | かなざわえき                     |                                  |

### 左回りルート
始発停留所8時38分発から17時58分発まで約20分間隔で運行 、停車停留所は下記の通りで、1周45分である。
| №     | 停留所                                            | ふりがな                         | 備考                                    |
| ----- | ------------------------------------------------- | -------------------------------- | --------------------------------------- |
| LL0   | 金沢駅東口                                        | かなざわえき                     |                                         |
| LL1   | 武蔵ヶ辻・近江町市場 （いちば館前）               | むさしがつじ・おうみちょういちば | 2014年12月「武蔵ヶ辻」より改称。        |
| LL2   | 南町・尾山神社                                    | みなみちょう・おやまじんじゃ     | 2014年12月「南町」より改称。            |
| LL3   | 香林坊 （アトリオ前）                             | こうりんぼう                     |                                         |
| LL4   | 片町 （パシオン前）                               | かたまち                         |                                         |
| LL5   | 広小路 （寺町寺院群・にし茶屋街）                 | ひろこうじ                       |                                         |
| LL6   | 桜橋                                              | さくらばし                       | 2014年4月新設。                         |
| LL7   | 本多町 （金沢歌劇座前）                           | ほんだまち                       |                                         |
| LL8   | 広坂・21世紀美術館 （石浦神社向い）               | ひろさか・21せいきびじゅつかん   | 2014年12月「広坂」より改称。            |
| LL9   | 兼六園下・金沢城 （白鳥路前）                     | けんろくえんした・かなざわじょう | 2014年12月「兼六園下」より改称。        |
| LL10  | 橋場町 （金城楼向い）                             | はしばちょう                     | 大樋美術館向いから2015年9月16日に移設。 |
| LL11  | 武蔵ヶ辻・近江町市場 （近江町ふれあい館駐車場口） | むさしがつじ・おうみちょういちば |                                         |
| (LL0) | (金沢駅東口)                                      | かなざわえき                     |                                         |

## 車両

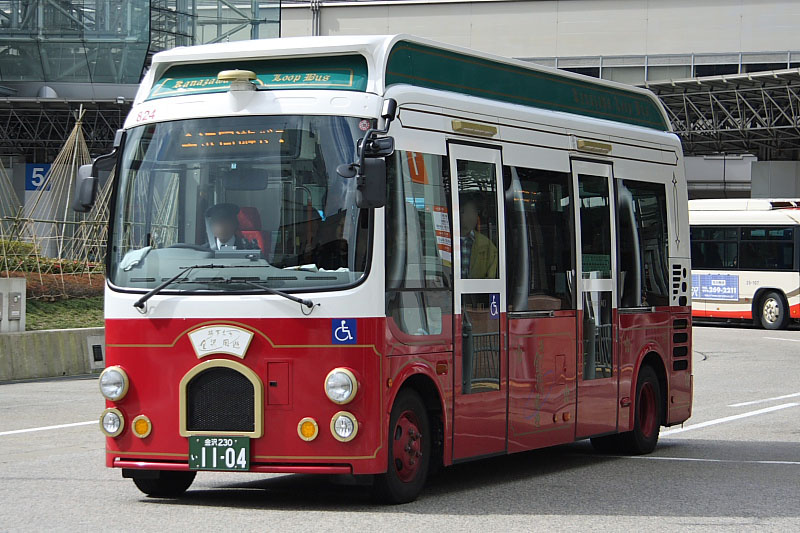
城下まち金沢周遊の旧車両（鏡花、日野・ポンチョ）

前述のとおり、2014年（平成26年）の左回りルート設定時から車両を大型化している。現在の使用車両は日野・ブルーリボンで、原則として右回りルートは赤色、左回りルートは緑色の車両を使用している（写真参照）。2022年（令和4年）時点で7台が運用されている。
開業当初は、前後折戸を採用した大型車（日野・ブルーリボン）を城下まち金沢周遊専用車として使用。この車両は金沢地区の一般路線に転用されたが、全車両引退している。
2代目はボンネットタイプの三菱ふそう・ローザで、金沢ゆかりの文人の名前から、鏡花（赤）、秋声（緑）、犀星（青、2両）の名がついた3種類（4両）を2000年（平成12年）に導入。2013年（平成25年）には、北陸鉄道創立70周年の記念事業として1978年（昭和53年）に引退したボンネットバスを当時のカラーリングで復刻させ城下まち金沢周遊で使用した。このボンネットタイプは2014年（平成26年）に大型バスが導入された後も右回りルートで使用されたものの、2016年（平成28年）3月で引退している。
3代目は日野・ポンチョをベースにしたノンステップレトロバス・鏡花（赤）の計5両のバスで運行されたが、2016年（平成28年）に引退し路線バスのカラーリングで加賀白山バスで使用されている。

## 乗車券
1乗車おとな（中学生以上）210円、こども（小学生）110円の均一制。既に発売を終了した金額回数券は使用できるが、定期券は使用できない。利用できる乗車券ならびに過去に利用できた乗車券は以下のとおり。

### 現在
2024年（令和6年）時点、期間限定で販売するものも含む。
- 金沢市内1日フリー乗車券[22]

「北鉄バス1日フリー乗車券」を2020年（令和2年）4月1日、おとな600円、こども300円に値上げし、西日本JRバスの金沢市内の一部区間もエリアに含みリニューアル。2023年（令和5年）7月1日、おとな800円、こども400円に値上げし、北陸鉄道浅野川線と北陸鉄道石川線の一部区間もエリアに追加。
- manaca（交通系ICカード全国相互利用サービス対応）[2][3][4]

2022年（令和4年）10月17日から、城下まち金沢周遊の全車両7台に導入。金沢市と国の補助を受けて導入したが、交通系ICカードが利用できるのはこの7台のみとなっている。
- クレジットカードのコンタクトレス決済

2024年（令和6年）3月16日導入。2025年（令和7年）5月28日、対象ブランドにMastercardを追加。
- ICa

2024年（令和6年）12月11日導入。
- のりまっし金沢（スマートフォン向けのMaaSアプリ）[28][29]

2021年（令和3年）10月から金沢市が提供しているデジタル乗車券。前述の「金沢市内1日フリー乗車券」のデジタル乗車券も兼ねている。

### 過去
- 金沢・加賀・能登ぐるりんパス[30][31]

西日本旅客鉄道（JR西日本）の特別企画乗車券。2人以上の利用でかつ「かえり券」提示が必要。
- 金沢・加賀・能登ぐるりんきっぷ[32]

東海旅客鉄道（JR東海）の特別企画乗車券。利用条件はJR西日本の「ぐるりんパス」と同じであるが、現在は販売を終了している。
- 金沢加賀tabiwaパス[33]

西日本旅客鉄道（JR西日本）のMaaSアプリ「tabiwa by WESTER」のデジタル乗車券。城下まち金沢周遊のほかに、西日本JRバスの金沢市内の一部区間、加賀市の観光周遊バス「加賀周遊バス キャン・バス」（日本海観光バス）全路線が対象となっている。